# Ribeira da Cruz
Ribeira da Cruz es una localidad caboverdiana del municipio de Porto Novo.

## Geografía
La localidad está situada en la isla de Santo Antão.

## Organización territorial
La localidad abarca los lugares y barrios de:
- Bombe
- Cavouquinho
- Chã Branca
- Chã Chiqueiro
- Chã de Passão
- Chã Salvador
- Chão João Carlos
- Ladeira
- Lombo Chã d'Aventura
- Lombo Igreja
- Lombo Lagarto
- Lombo Pelado
- Lombo Seladinha
- Morro da Russa
- Ponta de Parede
- Ponta Lombinho
- Tabuado